# 细田智也
细田智也（日语：／ Hosoda Tomoya */?，1991年11月14日—），日本政治人物、跨性别者，拥有医事检验师国家资格。2017年当选为埼玉县入间市议会议员，成为世界上首位跨性别男性（FtM）议员。

## 生平
细田出生于埼玉县饭能市，后在入间市长大。毕业于饭能市立精明小学校与入间市立野田中学校。当他出现第二性征，胸部开始发育的时候，他无法接受自己身体的变化，出现极度不安的情绪。初中时，他一直努力练习车站接力跑，也因而顺利升入埼玉平成高等学校并加入该校田径部，但他不愿穿着女生制服，因此也不再参加田径部的活动。他说: “当我还是个孩子的时候，我无法想象自己长大成人后的未来，内心一片黑暗。”
大学二年级时，就读帝京大学的细田向母亲出柜。经诊断，细田患有性别不安（旧称性别认同障碍）。在母亲的支持下，细田做了乳腺切除与卵巢摘除手术。同年6月改名为细田智也，并将户籍上的性别从女性变更为男性。他也顺利的在帝京大学医疗技术学部临床检查学科毕业，在静冈县的公立医院担任医学检验师。

### 进入市议会
2016年11月，细田从医院辞职，开始研究他一直很感兴趣的性傳染病，回到了更容易进入性傳染病学会的入间市。同时，他还想开展活动鼓励因性取向而深感苦恼的中小学生，为此，他向市政府咨询“该怎样在课堂上分享自己的经历”。与此同时，民进党所属的入间市议会议员关谷真奈美收到了他的咨询，打算“跟LGBT当事者当面聊聊”。经过几次会面后，关谷建议他可以去参选议员。细田想：“无论能否当选，如果能公开自己的跨性别身份并参与竞选活动，这会让人们知道‘原来入间市还有这样一个人’”，于是他决定参与议员选举。
细田在2017年3月12日举行的入间市议会议员选举中获民进党推荐，并在22人的当选名额中拿下第21名，成功当选。细田的当选也因《纽约时报》和英国《独立报》的报道，在日本国外受到关注。同年6月14日，细田首次登上市议会6月定期会议一般质询台时，议场旁听席几乎滿座。
同年7月6日，细田同丰岛区议员石川大我、世田谷区议员上川绫、中野区议员石坂渡、文京区议员前田邦博等人一同成立了“LGBT自治体议员联盟”。目标是通过地方议会向全国地方自治团体推广保护性少数群体人权的条例和措施。日本62个自治体的78名议员（包括前议员）也参加了该联盟。
在议员活动的同时，细田也在企业和学校等地向师生发表演讲。
2020年6月，英国的非营利团体「One Young World」發佈年度最優秀政治家15人名單，細田因「給社區青年傳遞積極影響」為由入選。
2021年的市议员选举，细田以无党籍身份参选，并以第二高票连任。
2022年3月至4月，細田因中風而住院治療，在無後遺症的情況下出院。
2023年，細田以無黨籍身份參選埼玉縣議會議員一般選舉，僅居得票數第四而落選。